# Puente de Vadocondes (siglo XIX)
Uno de los puentes de Vadocondes es el puente del antiguo ferrocarril Valladolid-Ariza, atraviesa el río Duero. Este puente fue construido en el siglo XIX (1890-1895) por el ingeniero belga Théophile Seyring, el cual era socio de Gustave Eiffel. Actualmente es de uso público sin ningún tipo de uso principal.

## Descripciones

### Descripción estilística
Pertenece a la arquitectura contemporánea. Está construido con materiales mixtos, una parte es metálica mientras que la otra es de piedra. Esto se debe a que la parte de piedra es de la arquitectura contemporánea mientras que el hierro se añadió posteriormente.
Este puente está dividido en dos partes. La central, contiene vigas de celosía metálica roblonada sobre el cauce del río, dos arcos de media punta de sillería a un lado y otra pila con arco de descarga también de medio punto.

### Descripción histórica
La situación estratégica de Vadocondes en el curso del río Duero y las comunicaciones entre el oeste y el este peninsular volvió a ponerse de manifiesto a finales del siglo XIX cuando se trazó el ferrocarril de Valladolid-Ariza. Para salvar el curso del Duero, antes de llegar a la localidad, se planteó uno de los cinco grandes puentes de hierro que estaban previstos en el recorrido diseñados por el ingeniero belga T. Seyring, autor de uno de los puentes de Oporto, pero más conocido por ser socio de Gustave Eiffel, arquitecto de la Torre Eiffel.

### Descripción técnica
Alcanza los 101 metros de longitud, tiene una anchura de 5 metros y 13,4 metros de altura. En su parte central se encuentra una formación por vigas metálicas roblonadas de sistema Pratt.
Tiene una vigueta de celosía, un larguero de alma llena, tablero inferior y aceras metálicas. Además, también tiene dos arcos de medio punto de sillería y otro arco de descarga de medio punto. Inicialmente tenía una placa con la inscripción «T. Seyring Ingenieur contructer. París.» pero desgraciadamente esta placa y muchos otros elementos de la estructura han ido desapareciendo. Es uno de los puentes más elocuentes de la arquitectura del hierro de esta provincia. Destaca por su singular belleza sometida a un continuo deterioro.